# Maurice Couette
Maurice Marie Alfred Couette (Tours, 9 de janeiro de 1858 — Angers, 18 de agosto de 1943) foi um físico francês.
Conhecido por seu trabalho sobre reologia.